# Trophée
Pour les articles homonymes, voir Trophée (homonymie) et Récompense.

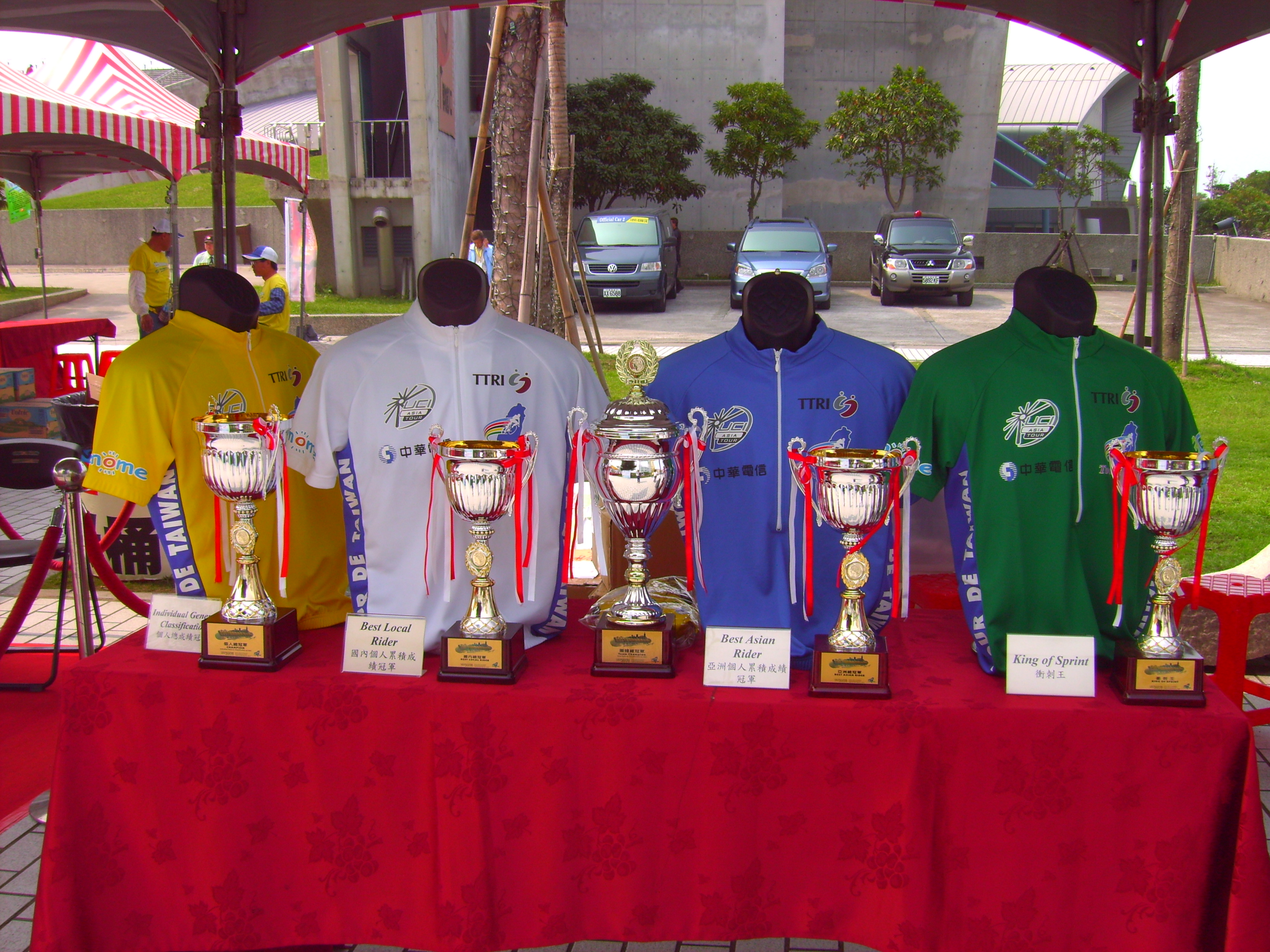
Trophées du Tour de Taïwan 2007.

Un trophée, du bas latin trophaeum (formé à partir du mot grec τρόπαιον / tropaion, « trophée, monument de victoire), est une marque de l'accomplissement d'une action particulière. Généralement, le trophée est une récompense remise au vainqueur d'une épreuve (notamment dans le sport). Le trophée peut également être une preuve arrachée au vaincu, que le vainqueur garde comme marque de son acte.
Le trophée est remis au vainqueur (et des titres symboliques à ses seconds) lors d'une cérémonie officielle par un membre éminent de la discipline ou d'une instance fédérale. L'objet du trophée peut être symbolique (une coupe ou une médaille), financier (un bon d'achat, un chèque), ou un contrat (contrat d'édition). La cérémonie est souvent enjolivée d'un discours, d'une remise de bouquet ou d'une couronne, d'une montée des couleurs (drapeau), de l'exécution d'un hymne spécifique ou national. Souvent des hôtesses apportent le trophée placé sur un coussin, selon un protocole visant à reconnaître la dimension exceptionnelle de la victoire. L'élévation au rang de héros est marqué aussi par la montée sur le podium. Le champagne est un élément festif supplémentaire.
Le trophée est attribué selon des catégories, des mentions, des domaines. La compilation des résultats forme le palmarès. Exemples de catégorie :
- pour l'ensemble de la carrière ;
- première œuvre ;
- meilleur étranger ;
- prix du public…

## Étymologie

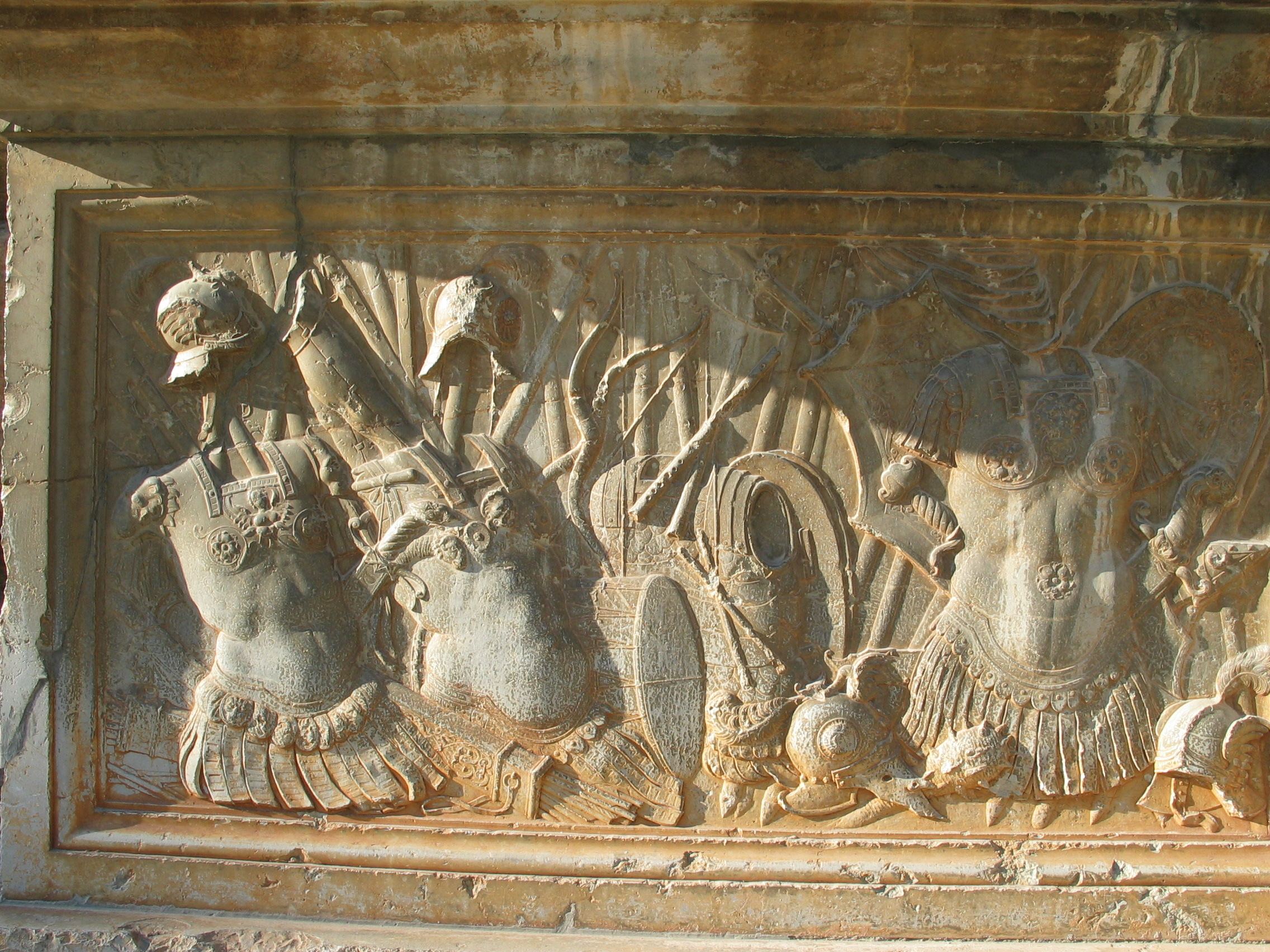
Bas-relief de la Renaissance représentant un trophée (Palais de Charles Quint).

Le terme de trophée dérive du bas latin trophaeum, altération de tropaeum. Ce terme fait référence à un usage attesté chez les peuples de langues et traditions indo-européenne consistant à exposer sur une place publique, ou dans un lieu spécialement aménagé, des objets pris à l'adversaire sur un champ de bataille (initialement les corps des vaincus, avec leurs armes), pour commémorer une victoire (et avec pour rôle d'épouvanter). Ainsi, selon Jules César, les Gaulois vainqueurs suspendaient les cadavres des vaincus, en armes sur des pieux, les Romains se contentaient de suspendre les armes des vaincus sur des arbres. Voici comment est décrit un trophée dans l'Enéide (XI , V) : « Enée dresse un chêne géant, trophée pour toi, grand Mars, sur un tertre, l'ébranche, et le vêt des dépouilles du chef Mézence, avec ses armes éclatantes ». Parfois ces arbres sont remplacés par des « tropions », des mannequins très simples (piliers de bois, avec parfois une barre horizontale pour y mettre les armures et les armes).
On retrouve ce terme en grec ancien, τρόπαιον / trópaion, où il désignait un monument célébrant une victoire, élevé, avec les armes prises sur l’ennemi, à l’endroit où la déroute (τροπή / tropē) avait commencé ».

## Le trophée en architecture

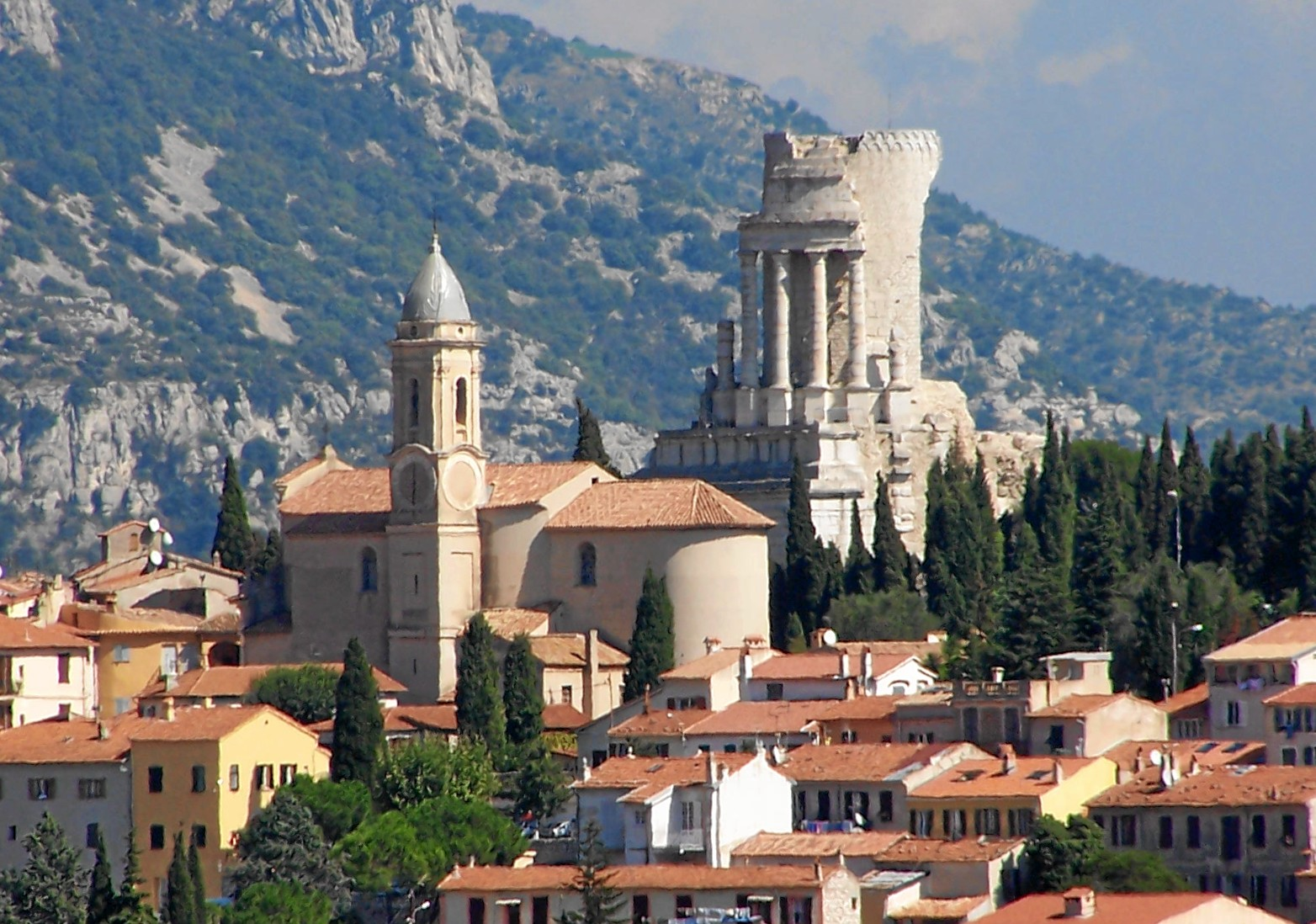
Le Trophée des Alpes.

À l'époque romaine le terme de tropaeum (trophée) désigne un monument commémoratif sur le lieu d'une victoire (exemple : le Trophée des Alpes).
Symbolisant la victoire contre la mort, le terme de trophée s'applique aussi à des monuments funéraires de martyrs à l'époque paléochrétienne (exemple : le Trophée de Gaïus dans la Nécropole du Vatican).
Le tropaeum désigne aussi un motif décoratif formé d'une panoplie d'éléments symbolisant la guerre (dépouilles, armes telles que des casques, armes, boucliers, armures) ou emblématique de la personnalité qu'elle représente (trophée liturgique, trophée d'artiste). Ces trophées d'armes, souvent sculptés en bronze ou en stuc, représentent les succès militaires ou sont l'allégorie de la victoire, de la puissance, de l'habileté.

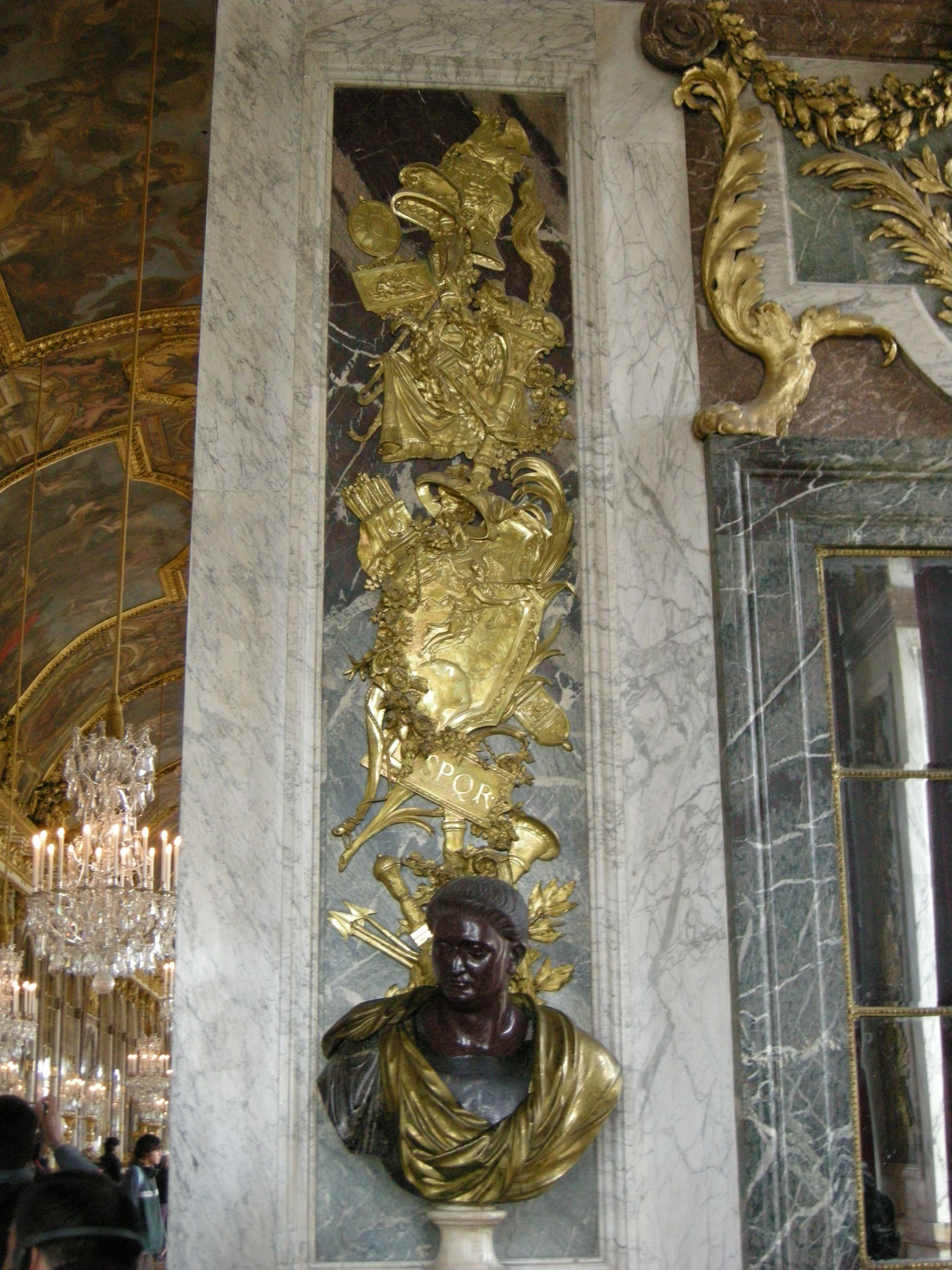
Chute de trophées d'armes décorant le trumeau de porte, Salon de la Guerre.
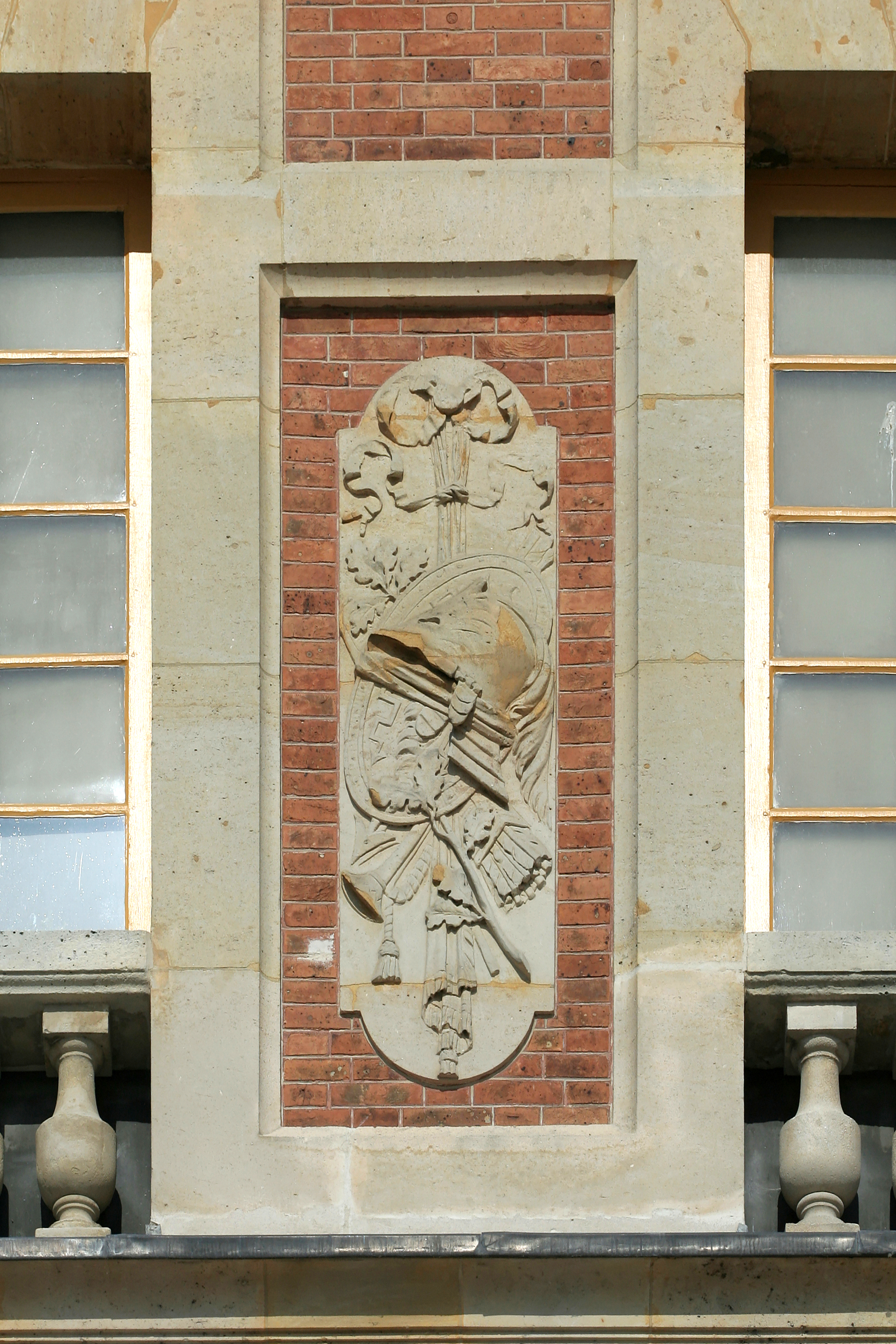
Chute d'armes (casque à visière, bouclier, flèches, carquois, trompette, branche de chêne) liées et suspendues par une draperie et un nœud de ruban.
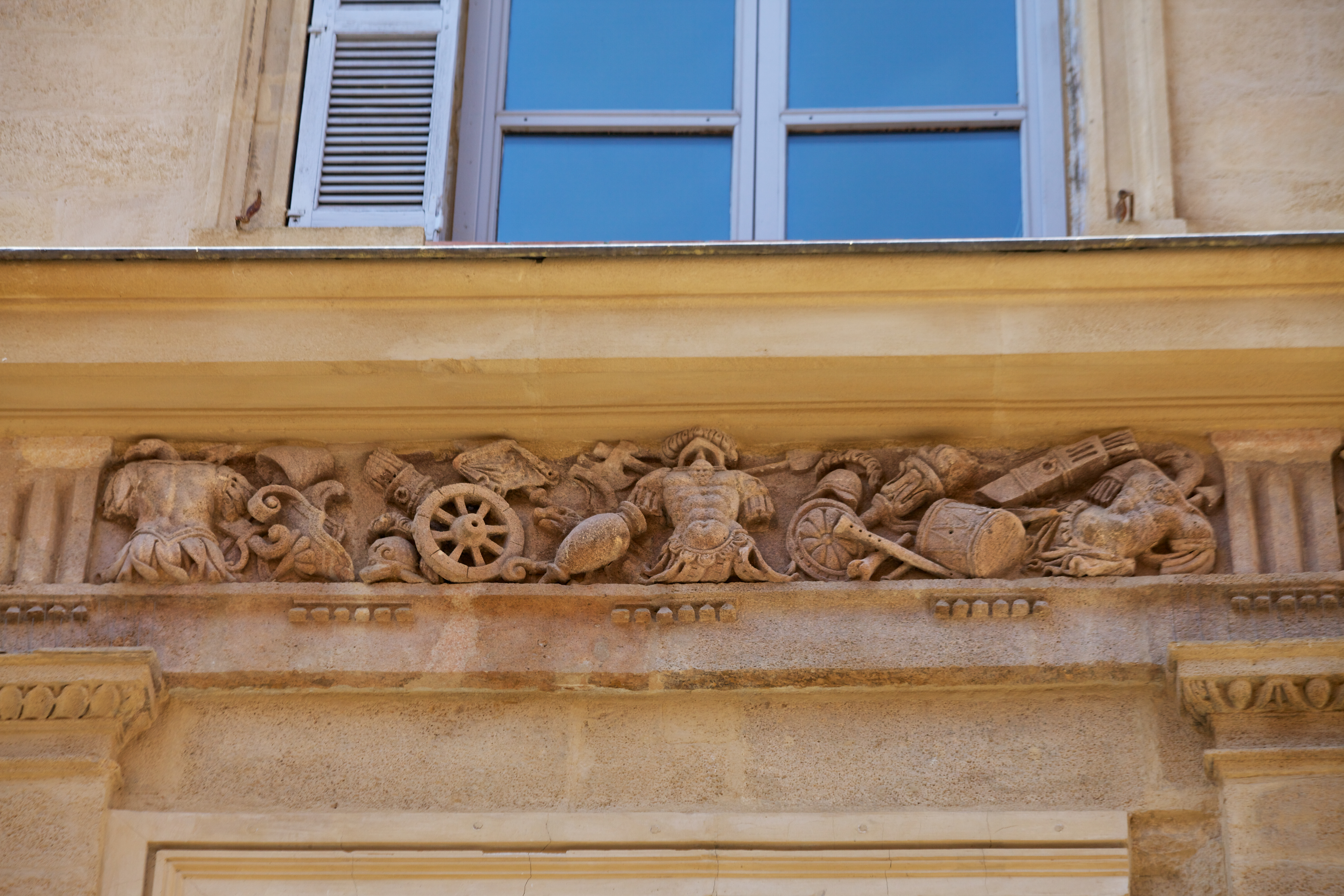
Frise de trophées et de bucranes.
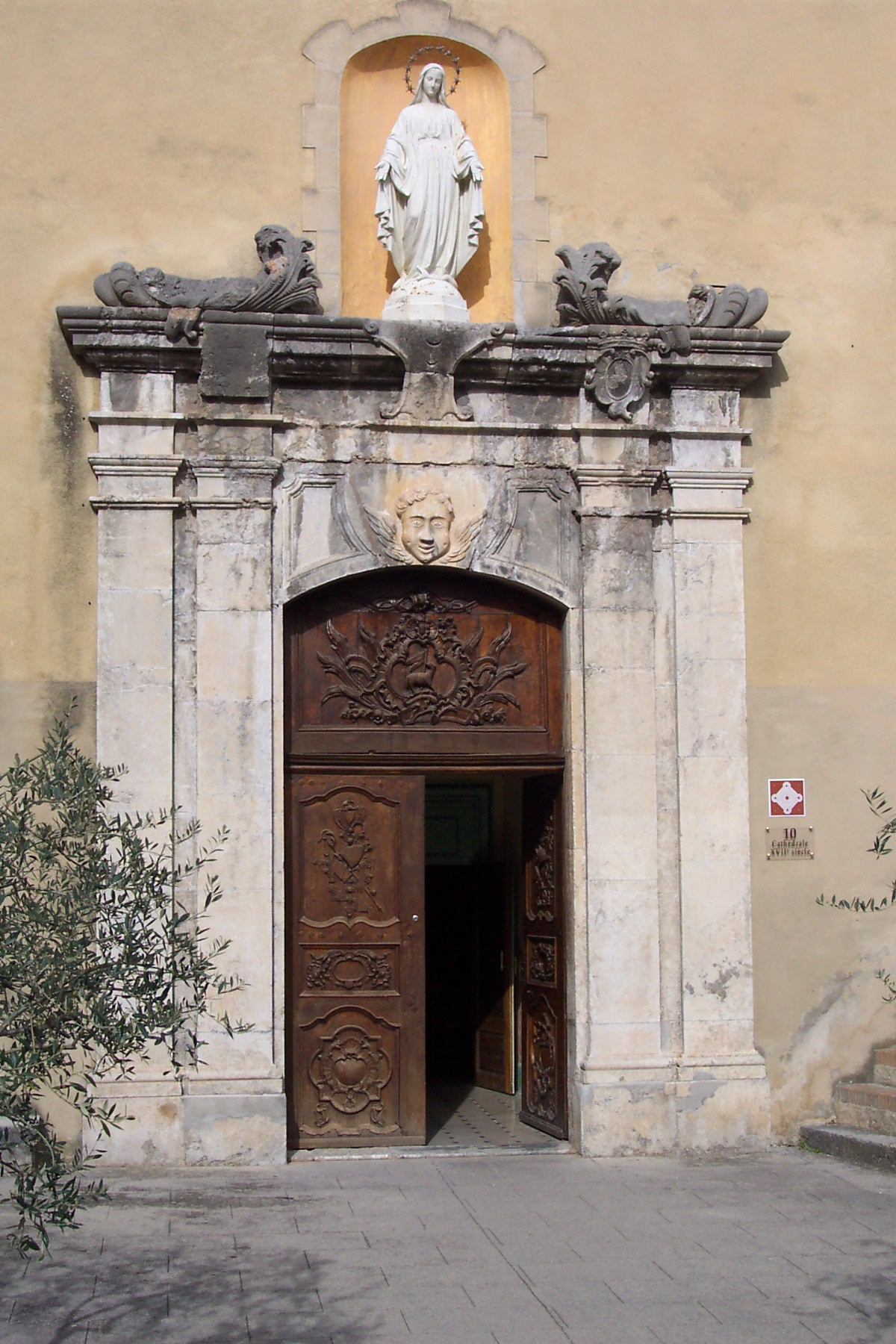
Sur le vantail gauche de la porte de cette église, le panneau supérieur présente un petit cartouche auquel est suspendu un trophée liturgique en chute
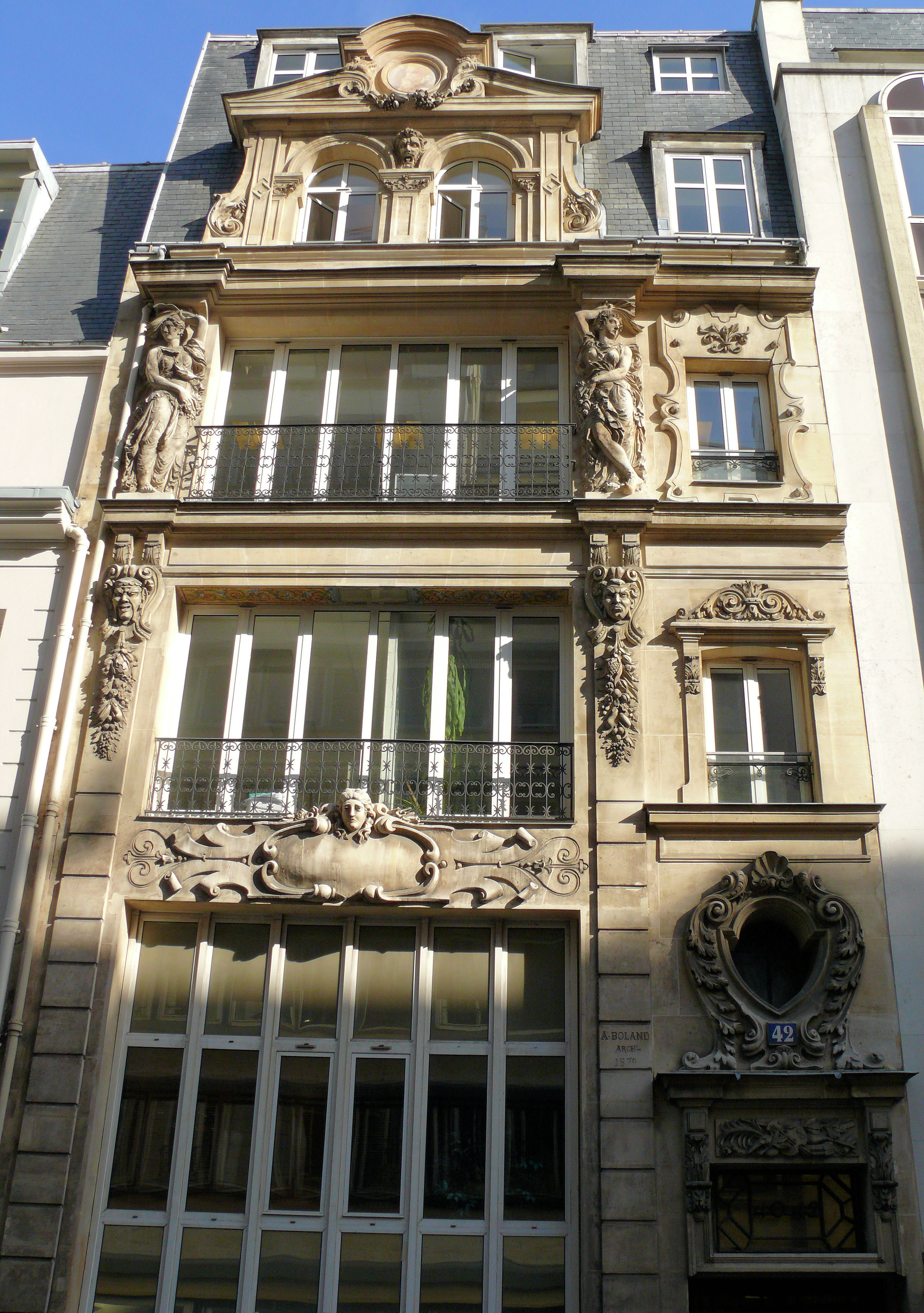
Porte à imposte ornée d'un trophée composé des attributs[3] de l'artiste.

## Le trophée (épreuve)
- L'organisateur est une fédération, une fondation, une société.
- Les participants sont volontaires sur inscription ou sur qualification, ou alors choisis par le jury.

### La récompense
- La dotation en cadeau (à faire, voir don).
- La bourse en argent (à faire, voir prime, salaire, sponsoring).
- La récompense en valeur symbolique matérielle (à faire, voir médaille, couronne).
- La récompense en valeur symbolique intellectuelle (à faire, voir notoriété, reconnaissance).

### Le trophée (objet)

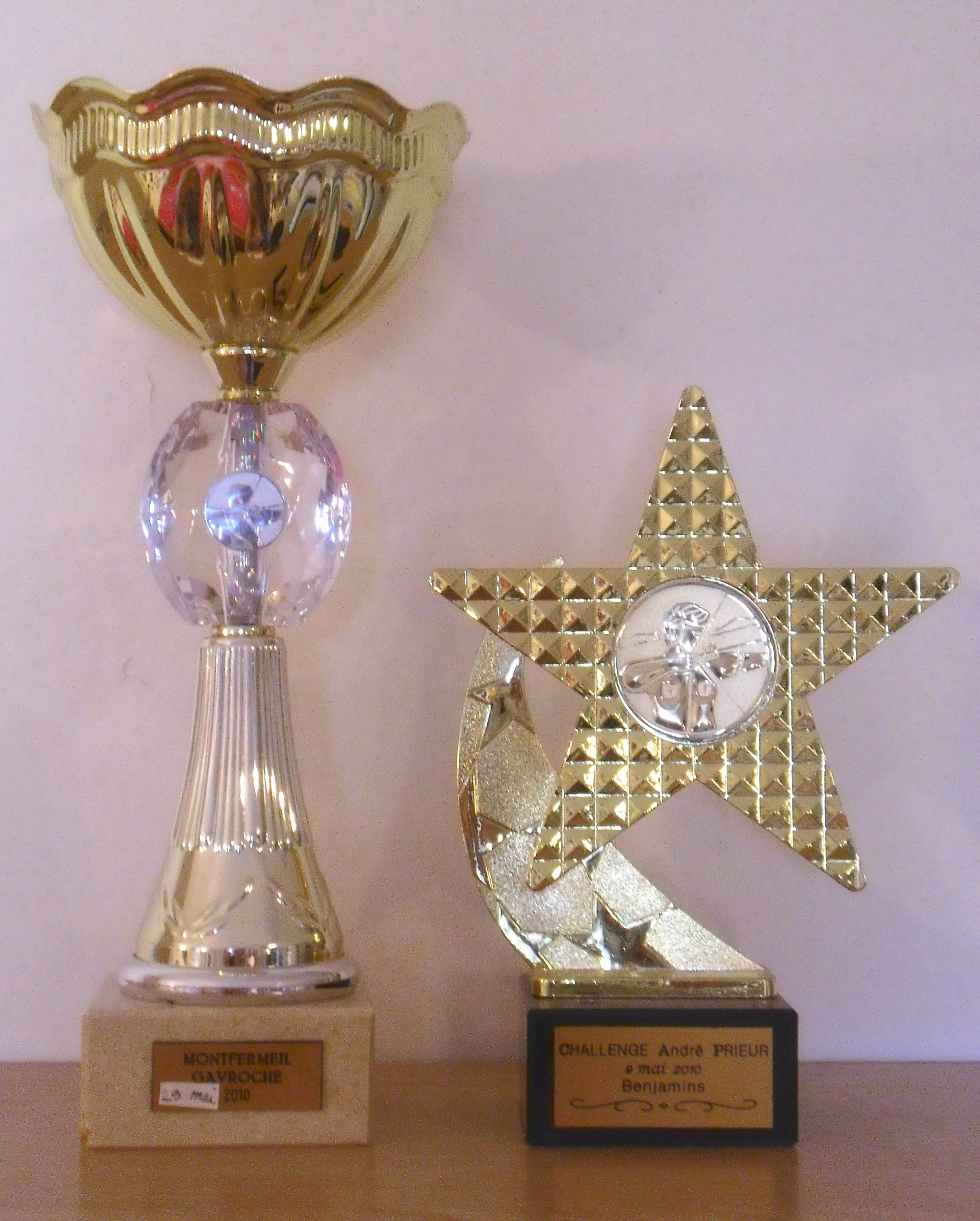
Trophées sportifs modernes.

Il peut être confié à un sculpteur célèbre, c'est en général une forme sur un socle :
- une allégorie de victoire ou d'honneur, empruntée à la mythologie ;
- la représentation d'un objet ou d'une attitude de la discipline concernée ;
- ou encore une forme abstraite.

La forme peut être en métal ou d'aspect métallique (or, argent ou bronze) ou dans d'autres matières (plexiglas, cristal, pierre). Cette forme est fixée le plus souvent sur un socle (pierre, bois, cristal, résine, etc.).
Les trophées sont acquis le plus souvent de façon définitive, d'autres sont détenus pour une année et remis au lauréat suivant. Dans ce cas le palmarès peut être gravé sur l'objet : ces trophées se nomment « Challenge » (ils sont souvent reproduits en petit pour que le vainqueur de l'an passé puisse conserver cette miniature).
Le trophée peut également être conçu en impression 3D ce qui permet de l'imaginer dans d'autres matières (poudre minérale, plastique, etc.) et de lui donner de nouvelles formes, impossible à réaliser autrement.

### La cérémonie
- Le protocole est calculé et défini, avec la disposition matérielle : podium, bouquets, entrée des personnalités, l'ordre et la durée des discours.
- La presse est conviée pour faire parler de l'événement, il y a donc une forme d'autopromotion de l'organisateur et de sa discipline, et souvent une cooptation des membres du jury.
- Les récompensés portent des titres divers : ils sont lauréats, récipiendaires, titulaires, primés, champions.
- Les seconds reçoivent des récompenses moindres, souvent jusqu'à la 10e place : ils sont accessits, dauphins, finalistes, vice-champions.

### Le refus du trophée
Des « esprits libres » refusent les honneurs, par indépendance, refusent de rentrer dans l'establishment, la norme. Ils refusent de devenir l'instrument d'un système, de devenir apparatchik. Ainsi en 1884 des artistes voulant s'échapper de l'académisme ont créé un salon sans récompenses (le Salon des indépendants), ainsi Jean-Paul Sartre a refusé le Prix Nobel en 1964. De même, certains prix littéraires sont entachés chaque année de rumeur d'absence de neutralité des membres du jury, de pression des grands éditeurs. D'autres cas débouchent sur la création de nouvelles fédérations dissidentes des fédérations établies, pour constituer des palmarès parallèles. Plus les critères de récompense sont subjectifs, plus grand est le risque de compromission (voir boxe, patinage artistique).

## Trophée dans le sport

### Amérique du Nord
- Dans le baseball : le trophée du commissaire
- Dans le hockey : la Coupe Stanley
- Dans le football américain : le trophée Vince Lombardi
- Dans le football canadien : la Coupe Grey
- Dans le basket-ball : le trophée Larry O'Brien
- Dans le football : Trophée Philip Anschutz

### International
- Dans le football[5] : la Coupe du monde de football, le Ballon d'or, le Soulier d'or
- Dans le rugby à XV : le Bouclier de Brennus
- Dans le tennis de table : les Trophées des championnats du monde de tennis de table

## Trophée dans les arts
En musique, théâtre, cinéma, bédé, littérature, voir aussi :
- Récompenses de théâtre
- Récompenses de cinéma
- Prix littéraire

Quelques exemples :
- Palme d'or
- Oscar
- Molière
- Liste des concours internationaux de musique classique
- Victoires de la musique
- Victoires de la musique classique
- Victoires du Jazz
- Prix Femina, créé en 1904
- Prix France Culture, créé en 1979
- Prix France Télévisions
- Prix Goncourt, créé en 1903
- Prix Gutenberg, créé en 1985
- Prix Interallié, créé en 1930

## Trophée dans le domaine intellectuel
En science, architecture, industrie,
- Prix Nobel
- Médaille Fields

## Trophée dans la culture populaire et les jeux
- Prix France Télévisions
- Trophée des Femmes en Or

## Trophée de chasse

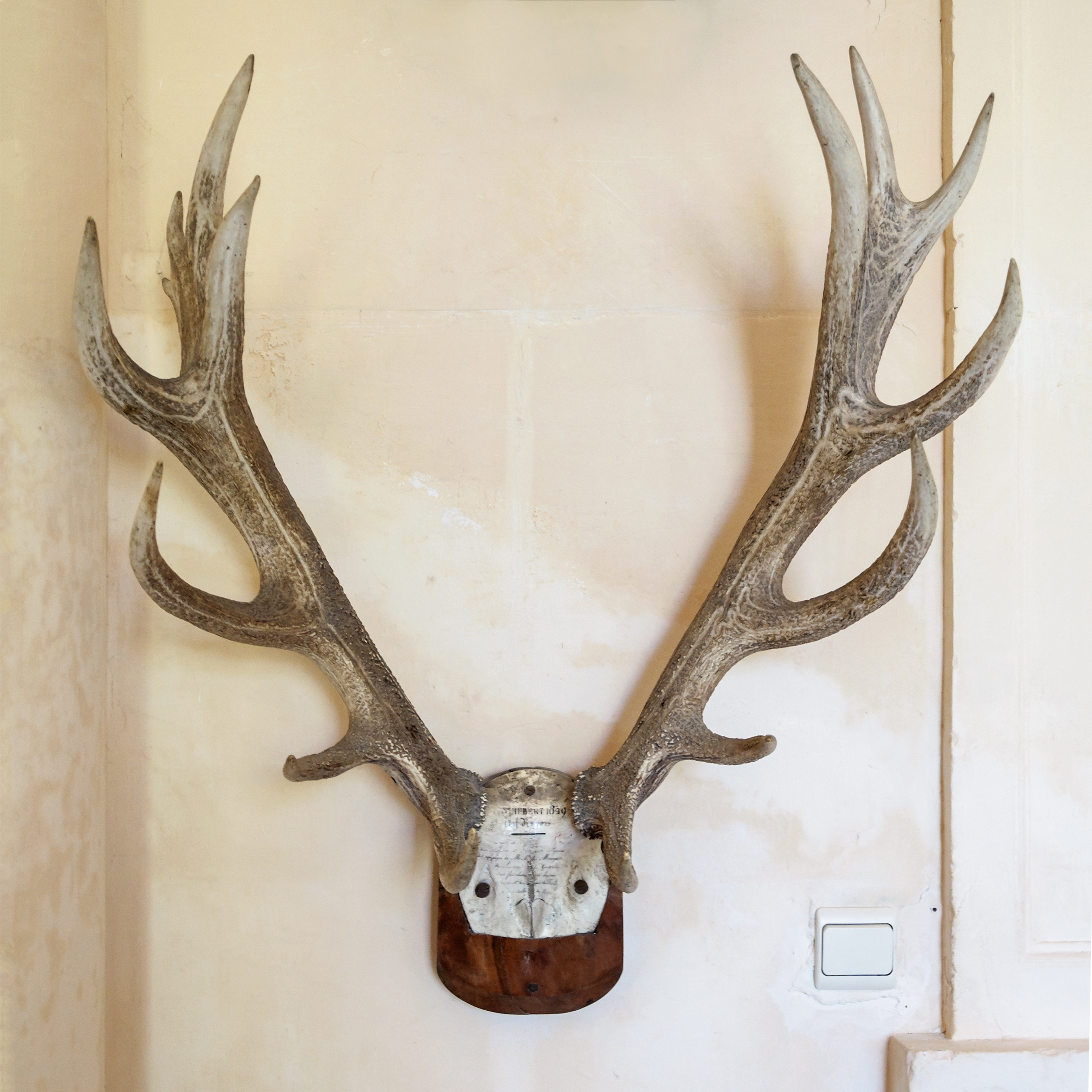
Trophée d'un cerf dix cors (château de Tanlay, Yonne).

Un trophée de chasse est une pièce naturalisée ou séchée d'un animal chassé et abattu. Ce sont par exemple les deux bois d'un cervidé, solidaires de l'os frontal ou du crâne entier (qui s'appelle aussi massacre), une patte (comme le jambon), la tête ou le corps entier d'un animal, monté sur socle ou en applique murale. Le trophée de chasse s'il provient d'un animal tué en forêt est considéré par la FAO comme un Produit forestier, autre que le bois à comptabiliser dans l'évaluation de la production des forêts. Une mue, bois unique détaché physiologiquement du crâne tous les ans chez les cervidés, n'est pas un trophée de chasse puisque sa découverte ne découle pas d'un acte de chasse.

## Tauromachie
- Le trophée est la récompense que peut recevoir le matador à la fin de chaque combat sur décision du président. Il s'agit d'une ou des deux oreilles, ou des deux oreilles et la queue du taureau.

## Internet
- Web Creation Award
- Webby Award